# Fàtima Taleb Moussaoui
Fàtima Taleb Moussaoui (Marroc, 1976) és una mediadora comunitària, llicenciada en lletres modernes. Va ser regidora de l'Ajuntament de Badalona des de 2015 fins a 2019 per la candidatura Guanyem Badalona en Comú.
Als 19 anys es va llicenciar en Lletres Modernes al Marroc i poc després, el 1998, va anar a viure al barri de la Pau de Badalona on es va implicar en tasques de voluntariat fent d'intèrpret de l'àrab al castellà (que havia après a la carrera) i ajudant als veïns a fer tràmits administratius. Al barri de La Pau va ser coordinadora del projecte per promoure la convivència en la multiculturalitat "Construïm barri" de l'associació Amics del Barri de la Pau. Es va formar com a mediadora a la Universitat de Barcelona i va treballar per la Federació d'Associacions Culturals i Educatives de Barcelona al Raval.
Tot i les seves activitats de caràcter social i comunitari mai s'havia plantejat participar en organitzacions polítiques ni tan sols havia votat. El 8 de gener de 2015, l'endemà de l'atemptat a Charlie Hebdo a París, l'ajuntament de García Albiol va anul·lar la reserva de sala a un Centre Cívic a un col·lectiu de dones musulmanes per fer un acte benèfic per recaptar fons per ajudar a les famílies amb necessitats bàsiques; l'anul·lació es produïa un dia abans de l'acte i un mes i mig després de la sol·licitud del permís. Fàtima Taleb va exposar aquest cas i el del tancament d'una associació musulmana al barri de la Salut en una de les assemblees ciutadanes que Guanyem organitzava al carrer i a partir d'aquí es va començar a implicar en el procés de confluència d'aquesta candidatura que aplega la CUP, Procés Constituent, Podem, EUiA, activistes veïnals i independents.
La implicació va donar pas a la incorporació a la llista de la candidatura en la que es va presentar en cinquè lloc. A les eleccions municipals del 24 de maig de 2015 Guanyem Badalona en Comú va quedar com a segona llista més votada, va obtenir 5 regidors i va fer un pacte de govern amb ERC, ICV i PSC obtenint l'alcaldia per a Dolors Sabater. En l'acte d'investidura Fàtima Taleb va prometre el càrrec per "imperatiu legal" apel·lant a "un procés constituent cap a una República Catalana lliure, sobirana, justa socialment, plena de pau, amor i convivència"; fórmula que el president d'edat de la mesa, Ramon Riera del PP, li va retreure.
Taleb es declara musulmana i respectuosa amb totes les creences i pensaments, partidària de fomentar la cohesió i la inclusió social sense fer renunciar a la gent a la seva cultura. Sobre la construcció d'una mesquita a Badalona s'hi declara a favor sempre que no sigui amb diners públics. Considera que en l'Islam els drets de les dones estan reconeguts però que el dret civil d'alguns països musulmans els l'han retirat. Denuncia que l'anterior alcalde Xavier García Albiol hagués en declaracions a la premsa considerat estrangers als fills nascuts a Catalunya d'immigrants, així com que hagués anul·lat tots els projectes d'acollida de la ciutat.